# George M. Young

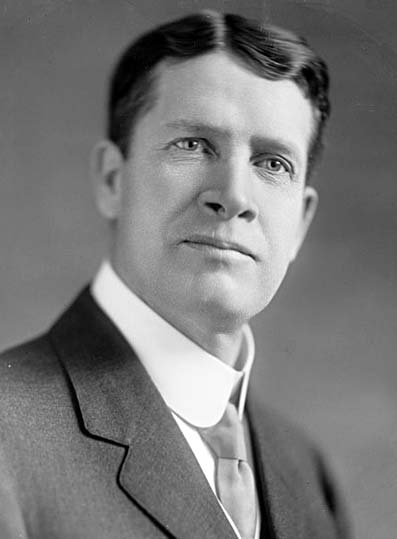
George M. Young

George Morley Young (* 11. Dezember 1870 in Lakelet, Huron County, Kanada; † 27. Mai 1932 in New York City) war ein kanadisch-amerikanischer Politiker. Zwischen 1913 und 1924 vertrat er den zweiten Wahlbezirk des Bundesstaates North Dakota im US-Repräsentantenhaus.

## Frühe Jahre
Schon im Kindesalter kam George Young in die Vereinigten Staaten, wo seine Familie sich in St. Charles (Michigan) niederließ. Er besuchte die öffentlichen Schulen seiner neuen Heimat und studierte danach bis 1894 an der juristischen Fakultät der University of Minnesota Jura. Nach seiner im selben Jahr erfolgten Zulassung als Rechtsanwalt begann er in Valley City in seinem neuen Beruf zu arbeiten.

## Politische Laufbahn
George Young wurde Mitglied der Republikanischen Partei. Zwischen 1898 und 1899 war er im Stadtrat von Valley City und von 1900 bis 1902 Abgeordneter im Repräsentantenhaus von North Dakota. Anschließend gehörte er von 1904 bis 1908 dem Staatssenat an. Dort war er Präsident dieser Kammer. Bei den Kongresswahlen des Jahres 1912 wurde Young für den zweiten Wahlbezirk von North Dakota in das US-Repräsentantenhaus gewählt. Nach einigen Wiederwahlen konnte er dieses Mandat zwischen dem 3. März 1913 und dem 2. September 1924 ausüben. An diesem Tag legte er sein Amt nieder, um eine Richterstelle bei der Zollbehörde in New York City anzutreten. Dieses Amt übte er bis zu seinem Tod im Jahr 1932 aus, wobei er noch im Jahr 1932 zum Vorsitzenden Richter ernannt worden war. Sein Sitz im Kongress ging 1924 an Thomas Hall.